# 樂園郡
樂園郡（：／ Ragwŏn gun */?）是朝鮮民主主義人民共和國咸鏡南道南部的一個郡。位於咸興以東，並臨樂園灣、東朝鮮灣。面積176平方公 里，2008年人口60,700人。下分1邑、1勞動者區、11里。
1952年設退潮郡（퇴조군）。1982年改名。